# Cratere Parwez
Parwez è un cratere sulla superficie di Encelado.